# 横滨电影节
横滨电影节，是日本神奈川縣横滨市举办的电影节，在每年2月的第一个星期日开幕，于1980年2月3日首次举办。授獎當日，得獎者的高出席率獲得媒體關注。
1998年，橫濱市頒發橫濱文化賞予橫濱電影節，以表揚其對當地文化藝術的貢獻；2000年，橫濱電影節亦獲頒第22回サントリー地區文化賞。

## 另見
- 電影旬報獎
- 每日電影獎
- 藍絲帶獎
- 日刊體育電影大獎
- 東京國際電影節
- 日本電影影評人大獎
- 日本電影學院獎
- 山路文子電影獎

## 外部連結
- 官方网站 （日語）